# Max Bloesch
Max Bloesch (également Blösch), né le 27 juin 1908 à Olten et décédé le 9 août 1997 à Soleure, était un professeur de gymnastique suisse, connu sous le surnom de "père des cigognes" grâce à son engagement réussi pour la réintroduction de la Cigogne blanche en Suisse.

## Biographie

### Vie professionnelle et privée
Max Bloesch, fils d'un comptable, est né à Olten. Après avoir fréquenté l'école normale de Soleure et suivi une formation de professeur de gymnastique à l'université de Bâle, il a d'abord travaillé comme enseignant à l'école polyvalente du hameau de Huggerwald, dans la commune soleuroise de Kleinlützel, puis comme maître de gymnastique auxiliaire à l'école cantonale de Winterthour. Depuis 1935, Bloesch était professeur de gymnastique aux écoles de la ville de Soleure, puis à l'école de district de Soleure à partir de 1956 et jusqu'à sa retraite en 1970. Le mariage de Max Bloesch avec Aline Hottiger († 1977) a donné naissance à trois filles et un fils.

### Engagement en faveur de la Cigogne blanche
Déjà pendant ses études à l'école normale, Max Bloesch s'est consacré à l'observation des oiseaux et a développé un intérêt particulier pour les cigognes. Constatant que la Cigogne blanche était proche de l'extinction en Suisse, Bloesch a pris la décision de créer une colonie de cigognes. Celle-ci vit le jour dès 1948 à Altreu, dans la commune soleuroise de Selzach, d'abord avec des cigognes d'Alsace et de Tchécoslovaquie, puis avec un plus grand nombre de jeunes cigognes d'Algérie. À cette époque, la cigogne était considérée comme éteinte en Suisse. Grâce à la station mère d'Altreu et, au fil du temps, aux 22 stations extérieures situées entre le lac Léman et le lac de Constance, Bloesch a toutefois pu faire en sorte que la cigogne s'installe à nouveau durablement dans le pays. En 1997, année de la mort de Bloesch, on comptait 170 couples nicheurs dans tout le pays.

### Carrière sportive
En tant que joueur de handball, Max Bloesch faisait partie de l'équipe qui a remporté la médaille de bronze aux Jeux olympiques d'été de 1936. Il a disputé un match. En tant que professeur de gymnastique, Bloesch a été l'un des pionniers de l'utilisation de la musique dans les cours de gymnastique.

## Prix et reconnaissances
En 1983, Bloesch a reçu un doctorat honoris causa de l'université de Berne pour ses accomplissements ornithologiques. En 1986, il a reçu le prix Adèle Duttweiler.

## Œuvres
- Korbball. Fédération suisse de gymnastique, Aarau, 1949 (2ème édition, 1953).
- Stirbt der Storch in der Schweiz aus? 1948-1958, 10 Jahre Storchenansiedlungsversuch Altreu. Station ornithologique suisse de Sempach, Sempach, 1958.
- 20 Jahre Storchenansiedlungsversuch Altreu, 1948-1968. Station ornithologique suisse de Sempach, 1968.
- Max Bloesch, Maurice Dizerens, Ernst Sutter: Die Mauser der Schwungfedern beim Weisstorch Ciconia ciconia. In: Der ornithologische Beobachter, tome 74, 1977, p. 161–188.
- Drei Jahrzehnte schweizerischer Storchenansiedlungsversuch (Ciconia ciconia) in Altreu, 1948-1979. In: Der ornithologische Beobachter. tome 77, Nr. 3, 1980, p. 167–194.
- Altreu und seine Störche. Vogt-Schild, Soleure, 1983,  (ISBN 3-85962-065-7).
- Max Bloesch, Wendla Boettcher-Streim, Maurice Dizerens: Über die Mauser des Grossgefieders beim Schwarzstorch. In: Der ornithologische Beobachter. Tome 84, 1987, p. 301–315.
- Lukas Jenni, Wendla Boettcher-Streim, Markus Leuenberger, Elisabeth Wiprächtiger und Max Bloesch: Zugverhalten von Weissstörchen ''Ciconia ciconia'' des Wiederansiedlungsversuchs in der Schweiz im Vergleich mit jenem der West- und der Maghreb-Population. In: Der ornithologische Beobachter. tome 88, 1991, S. 287–319.
- Le retour des cigognes. La station d'acclimatation d'Altreu. Vogt-Schild, Soleure 1989,  (ISBN 3-85962-089-4).